# Ornithion semiflavum
Ornithion semiflavum là một loài chim trong họ Tyrannidae.